# 羅志明
羅志明（1957年11月13日—），臺灣屏東縣萬巒鄉人，中華民國政治人物，中國國民黨黨員、前台灣團結聯盟黨員，曾任高雄市議員、台灣團結聯盟黨籍立法委員。

## 經歷
曾因爭取黨內第五屆立委提名未果，而曾欲改投甫成立之親民黨，爭取提名機會，但又無法取得親民黨提名，乃轉為支持李登輝而遭國民黨開除黨籍。李登輝創立台灣團結聯盟（台聯）之後，羅志明轉投台聯，順利獲得台聯提名，並當選第五、六屆立法委員。2006年，羅志明代表台聯參選第四屆高雄市長選舉，最後僅得6,599票，且被泛綠陣營視為「擾亂者」（被認為意圖使民主進步黨的候選人陳菊落選）而聲勢墜地。復因2008年立委選舉改採單一選區兩票制，小黨參選空間縮小，羅志明於2007年11月19日放棄參選第七屆區域立法委員，改列台聯不分區立委候選人，因台聯得票未達法定門檻（政黨票得票率5%以上）而落選。
2008年中華民國總統選舉，羅志明原本支持民進黨的謝長廷，在國民黨主席吳伯雄的策動下，於2008年3月17日表態力挺國民黨的馬英九，提岀「三個理由、三個期待」的訴求，表明未考慮重返國民黨，仍以台聯黨員的身分發言 。
2009年1月14日，羅志明申請「回復」國民黨黨籍，並且由時任國民黨主席吳伯雄掛名介紹人下於國民黨中常會通過 。
2012年，羅志明代表國民黨參選屏東縣第一選舉區立委選舉，以55,161票、33.96%得票率敗給時任立委蘇震清。

## 司法案件
羅志明在2014年被檢舉其在退出政壇後開始勤走中國大陸、和夏復翔2人被查出疑似遭中共勢力吸收後，利用自己曾擔任過立委及擁有的人脈，夏復翔則是以退將身分和在國軍人脈，找了多位退役將領至中國大陸接受招待，企圖以一個拉一個的方式，再回台灣協助中共「發展組織」，但當時證據不足。2023年1月5日臺灣高雄地方檢察署申請羈押羅志明等人，但高雄地院裁定兩人20萬及15萬元交保，雄檢不服抗告成功，1月19日重開羈押庭，法官裁定兩人羈押禁見。
2023年3月，高雄地檢署依國家安全法起訴羅志明和夏復翔，並將2人移審高雄地方法院，法官依有逃亡、串證之虞，裁定2人均收押禁見。同年7月，一審判決結果，羅志明因部分罪證不足，獲判無罪，而夏復翔5月徒刑，得易科罰金。二審結果出爐原先遭判五月刑期夏男改判無罪。2025年，羅志明聲請刑事補償，高雄地方法院准予補償新台幣71萬元。

## 立委表現評價
- 澄社評鑑「立法院正向問政立委」
- 台灣企業經理人協會評鑑「2004傑出問政立委」
- 選民滿意度2005、2006世新大學民調中心2005、2006立法委員滿意度大調查，羅志明排名全國第2、高雄市第1，針對高雄市第二選區（南區）所做：羅志明20％，李復興9％，黃昭輝1.4％。
- 商業週刊評鑑「原來台灣還有好立委」的「優質好立委榜」中，台聯羅志明是高雄市南區唯一上榜。

## 外部連結
- 立法院 – 羅志明 （页面存档备份，存于）
- 台聯立法委員 - 羅志明部落格
- Yahoo!奇摩立委大選 - 2008不分區選舉指南 - 台聯 - 羅志明
- 中時電子報 -推薦-反推薦運動 - 台聯 - 立法委員羅志明
- 羅志明，雄好 - 2006高雄市長選舉部落格 （页面存档备份，存于）